# Diphucephala cribripennis
Diphucephala cribripennis är en skalbaggsart som beskrevs av Lea 1924. Diphucephala cribripennis ingår i släktet Diphucephala och familjen Melolonthidae. Inga underarter finns listade i Catalogue of Life.